# Gourma-Rharous
Gourma-Rharous ist eine kleine Stadt und ländliche Gemeinde im Zentrum Malis.
Die Stadt liegt am Ufer des Flusses Niger.